# Baraona
Baraona (también Barahona) es un municipio y localidad española de la provincia de Soria, en la comunidad autónoma de Castilla y León. El término municipal tiene una población de 122 habitantes (INE 2024).

## Geografía
El municipio tiene un área de 116,59 km². En su configuración actual, que data de 1970, está compuesto por las localidades de Baraona, Jodra de Cardos, Pinilla del Olmo y Romanillos de Medinaceli.

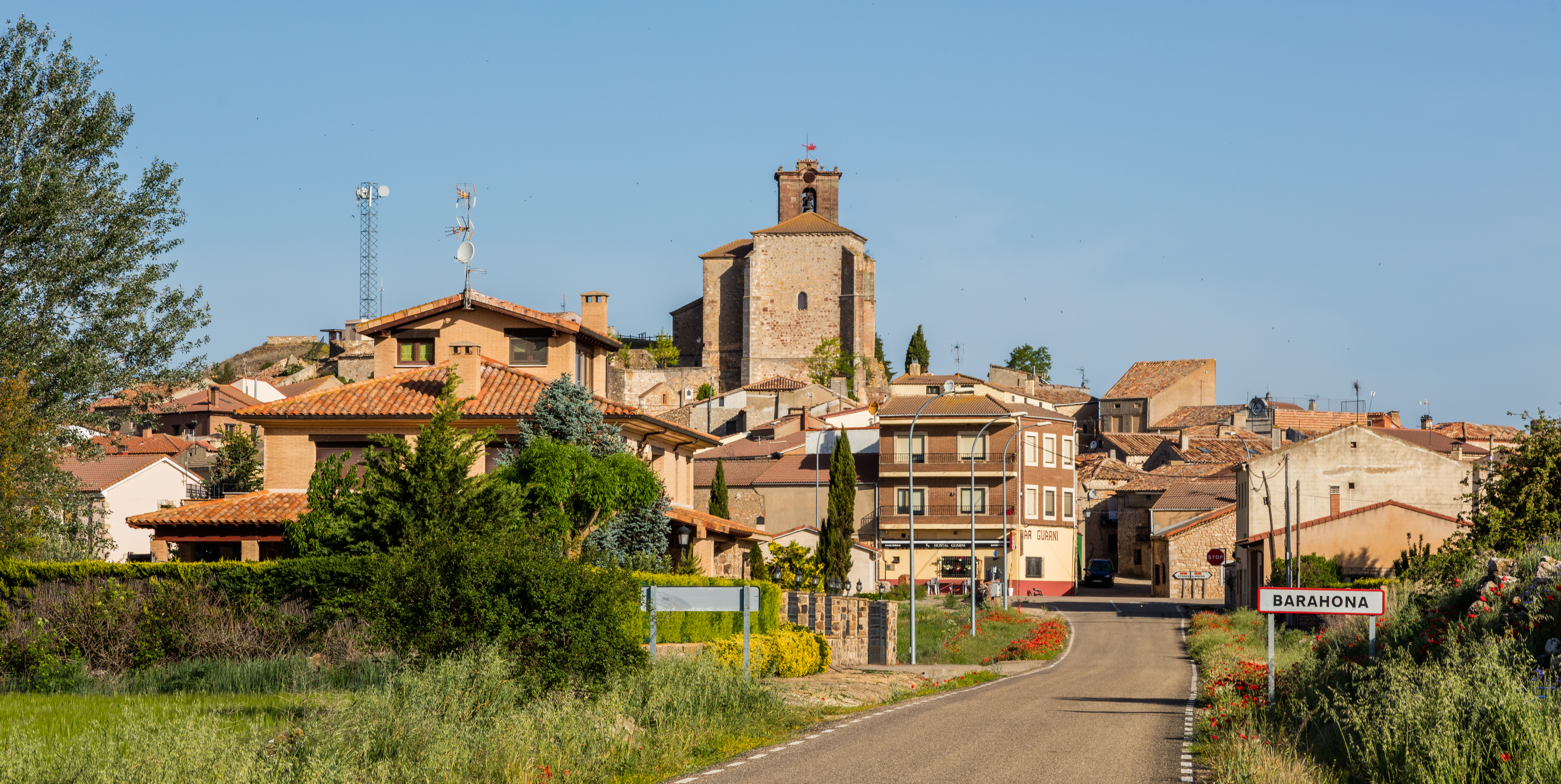
Vista de la localidad de Baraona

La villa de Baraona se encuentra a 62 km al sur de la ciudad de Soria. Situado en el cruce de la carretera Guadalajara a Almazán y Soria (CL-101) con la carretera SO-132 Medinaceli-Retortillo. Comunicado diariamente con línea de autobús entre Madrid y Soria.
El nombre exacto de esta localidad se encuentra escrito indistintamente como Barahona o Baraona, y es usado asimismo de forma casi equilibrada en los asuntos oficiales, tanto actuales como históricos. En otros lugares con el mismo nombre, que son la ciudad y provincia de Barahona (República Dominicana), así como en el pueblo de Barahona de Fresno (Segovia) se usa siempre con "h".
Está situada en la comarca de Almazán, pues ahí están casi todos los servicios (partido judicial, escuela, centro de salud, bancos, supermercados, correos y mercadillo), compartiendo algunos servicios de zona con lo que antes era el partido judicial de Medinaceli.
La equidistancia y las históricas relaciones de buena vecindad con las comarcas sorianas de Medinaceli, Berlanga de Duero y Almazán hace que se pueda incluir en cualquiera de ellas; lo mismo que se mantienen estrechas relaciones con las comarcas de Atienza y Sigüenza, en la provincia de Guadalajara. Esta interdependencia depende en cada momento de las facilidades de comunicación que existen con estas comarcas y sus núcleos principales.
En su término e incluidos en la Red Natura 2000 se encuentran el Lugar de Interés Comunitario conocido como Altos de Barahona, que ocupa 9077 hectáreas, el 78 % de su término. y la Zona Especial Protección de Aves conocida como Altos de Barahona, que ocupa 9205 hectáreas, el 79% de su término.

## Historia
La historia antigua se mezcla con la leyenda, sobresaliendo el episodio no documentado de la Varona o Barona, que según ciertas versiones se enfrentó y venció al rey de Aragón, Alfonso el Batallador, vestida con la armadura de su padre, enfermo.
A la caída del Antiguo Régimen la localidad se constituyó en municipio constitucional, conocido entonces como Barahona en la región de Castilla la Vieja que en el censo de 1842 contaba con 151 hogares y 650 vecinos. Hacia mediados del siglo XIX, la villa tenía contabilizadas 146 casas. Aparece descrita en el tercer volumen del Diccionario geográfico-estadístico-histórico de España y sus posesiones de Ultramar de Pascual Madoz de la siguiente manera:

BARAHONA: v. con ayunt. en la prov. de Sória (12 leg.), part. jud. de Medinacelí (4), aud. terr. y c. g. de Búrgos (30), dióc. de Sigüenza (5): sit. á la caida de una colina y batida principalmente por el viento E., su clima es sano; forman la pobl. 146 casas bajas, irregulares y de pobre arquitectura, distribuidas en 2 calles, 10 callejuelas ó travesias y 3 plazas; hay casa de ayunt. que sirve de cárcel, pósito y escuela de primera enseñanza á la que concurren 61 alumnos de ambos sexos, bajo la direccion de un maestro que á la vez es sacristan y percibe por los 2 cargos 1,300 rs. al año; y 1 igl. parr. dedicada al Arcángel San Miguel; el edificio nada ofrece de notable ni en su fáb. ni ornamento, y en uno de sus altares se ve una inscripcion de la que aparece que Felipe V oyó alli misa el dia 22 de agosto de 1710; inmediata á las casas hay 1 fuente de esquisitas aguas, de la que se surte el vecindario para beber y demas usos domésticos, y en la cúspide de la mencionada colina, se ven las ruinas de un ant. cast. que la tradicion atribuye á la época de la dominacion de los romanos, pero que con mas fundamento puede creerse corresponde á la de los godos; en 1820 se descubrió la puerta de un subterráneo que debia tener comunicacion con la fortaleza, pero la ignorancia y la preocupacion del vulgo obligó á tapiarla; el cementerio se halla en parage que no ofende á la salubridad pública: confina el term. por N. Fuentegelmes, Pinilla del Olmo y Villasayas; E. Romanillos; S. Alpanseque; y O. Marazobél, estendiéndose á unos 3/4 de leg. poco mas ó menos en todas direcciones; dentro de esta circunferencia se encuentran diferentes balsas ó charcas para abrevaderos de ganados; 1 ermita con la advocacion de Ntra. Sra. de la Soledad; las ruinas de un pueblo que se llamó los Oyos, en cuyo punto existió una horca hasta el año de 1834; y una dilatada llanura de 1 leg. de circunferencia, llamada el Campo de las Brujas, sin que se sepa el origen de esta denominacion: tambien se cree que dentro de los lim. jurisdiccionales, hubo una colonia romana, de lo cual dan suficiente testimonio las ruinas y objetos arqueológicos que diariamente se hallan al practicar las operaciones agrícolas: en 1836 encontró un labrador, muchas urnas cinerarias de barro y de plomo, lanzas y dagas de figura singular y caprichosa, la vaina de una espada cuya hoja debia ser de 3 pulgadas de ancho y media de grueso, y alguas lápidas sepulcrales, en una de las que se lee la siguiente incripcion:

BELUM CUM VIRIATO

MAGNA EX PARTE COOFECT.

APP. FAB. L.P.R. CARUS SUIS.

H. S. E.

El terreno de secano en general, comprende 12,000 fan., de las cuales se hallan en cultivo 6,000, distribuidas en esta forma: 660 fuertes y de primera calidad, 1,800 gredosas de segunda, y 3,540 arenosas ó de tercera; podría ponerse en labor la mayor parte de las tierras, pero no se verifica en atencion á las superiores ventajas y utilidades que reportan destinándolas á pastos; de estos y de prados naturales hay 5,330 fan., 370 de artificiales, 600 de monte arbolado de encina, 200 de bosque de maleza y 60 de riego para hortalizas y verduras; cruzan el térm. diferentes caminos de herradura y bien conservados, que dirigen á los pueblos limítrofes y otros puntos; siendo algunos muy frecuentados de la arrieria que de Navarra y Rioja va á Madrid, y de Santander á Valencia: el correo se recibe y despacha en la adm. de Almazan, por medio de un cartero; prod.: trigo, cebada, avena, judias, garbanzos, lentejas, yeros, guisantes, hortalizas, patatas, nabos, cáñamo, yerba, cera y miel; los rendimientos en un año comun se calculan de 4 á 5 por 1 de sembradura: hay ganado lanar, vacuno, de cerda, caballar, mular y asnal; muchas aves domésticas y caza de perdices, conejos y liebres; ind.: algunos telares de cáñamo y paño muy ordinario; comercio: esportacion del sobrante de frutos á los mercados de Almazan, Atienza y Sigüenza; pobl.: 151 vec., 650 almas; cap. imp.: 335,698 rs. y 24 mrs.; contr. por todos conceptos, 13,544: el presupuesto municipal que asciende á 1,210 rs. se cubre con los prod. de propios, y reparto vecinal en caso de déficit.
(Madoz, 1846, pp. 372-373)

Baraona tuvo una base de aviación en la guerra civil (1936-1939), con participación de alemanes e italianos y de donde salieron las bombas destinadas caer sobre Sigüenza y el norte de Guadalajara. Desde el comienzo del levantamiento militar se estableció en Baraona el frente sublevado, produciéndose en los primeros meses una fuerte represión y asesinatos indiscriminados de unos 13 o 14 varones del pueblo.
En la década de 1950 se aprovechó el espacio del antiguo campo de aviación para instalaciones de control de tráfico aéreo, con comunicaciones de corto y largo alcance y señal VOR. En la actualidad solamente queda operativo el radiofaro VOR, como último punto de las rutas aéreas desde el norte  hacia Barajas, radicado físicamente en el término municipal de Villasayas. Su indicativo Morse es BAN, en la frecuencia de 112,8  MHz.
A finales del siglo XX, creció el término del municipio al incorporar a Pinilla del Olmo y a Romanillos de Medinaceli. Posteriormente se incorporó Jodra de Cardos

## Demografía
Cuenta con una población de 122 habitantes (INE 2024).
| Gráfica de evolución demográfica de Baraona entre 1842 y 2021 |
| |
| Población de derecho según los censos de población del INE Población de hecho según los censos de población del INEEn estos censos se denominaba Barahona: 1887, 1897, 1900, 1910, 1920, 1930, 1940, 1950, 1960, 1970 y 1981 Entre el censo de 1970 y el anterior, crece el término del municipio porque incorpora a 42592 (Pinilla del Olmo) y 42600 (Romanillos de Medinaceli) Entre el censo de 1981 y el anterior, crece el término del municipio porque incorpora a 42102 (Jodra de Cardos) |

La emigración de aproximadamente el 90% de la población nacida en esta comarca ha ocasionado la desaparición de prácticamente toda la cultura tradicional de la zona. En el presente la mayor parte de la población censada es de edad avanzada, con predominio de hombres solteros. A partir de 2005 ha comenzado una incipiente inmigración extranjera, con perspectivas de crecimiento.

### Demografía reciente del núcleo principal
Baraona (localidad) contaba a 1 de enero de 2010 con una población de 98 habitantes, 57 hombres y 41 mujeres. En esta estadística de 2010 se bajó la cifra de 200 habitantes para el municipio, y de 100 para el núcleo de Baraona. Se destaca la entrada en la última década de censados extranjeros en el municipio, aunque no llegan a contrarrestar el declive de la población autóctona.
| Gráfica de evolución demográfica de Baraona (localidad) entre 2000 y 2010                        |
|                                                                                                  |
| Población de derecho (2000-2010) según los censos de población del INE a 1 de enero de cada año. |

### Población por núcleos
| Núcleos                  | Habitantes (2000) | Habitantes (2010) |
| ------------------------ | ----------------- | ----------------- |
| Baraona                  | 126               | 98                |
| Jodra de Cardos          | 29                | 23                |
| Pinilla del Olmo         | 18                | 11                |
| Romanillos de Medinaceli | 59                | 47                |

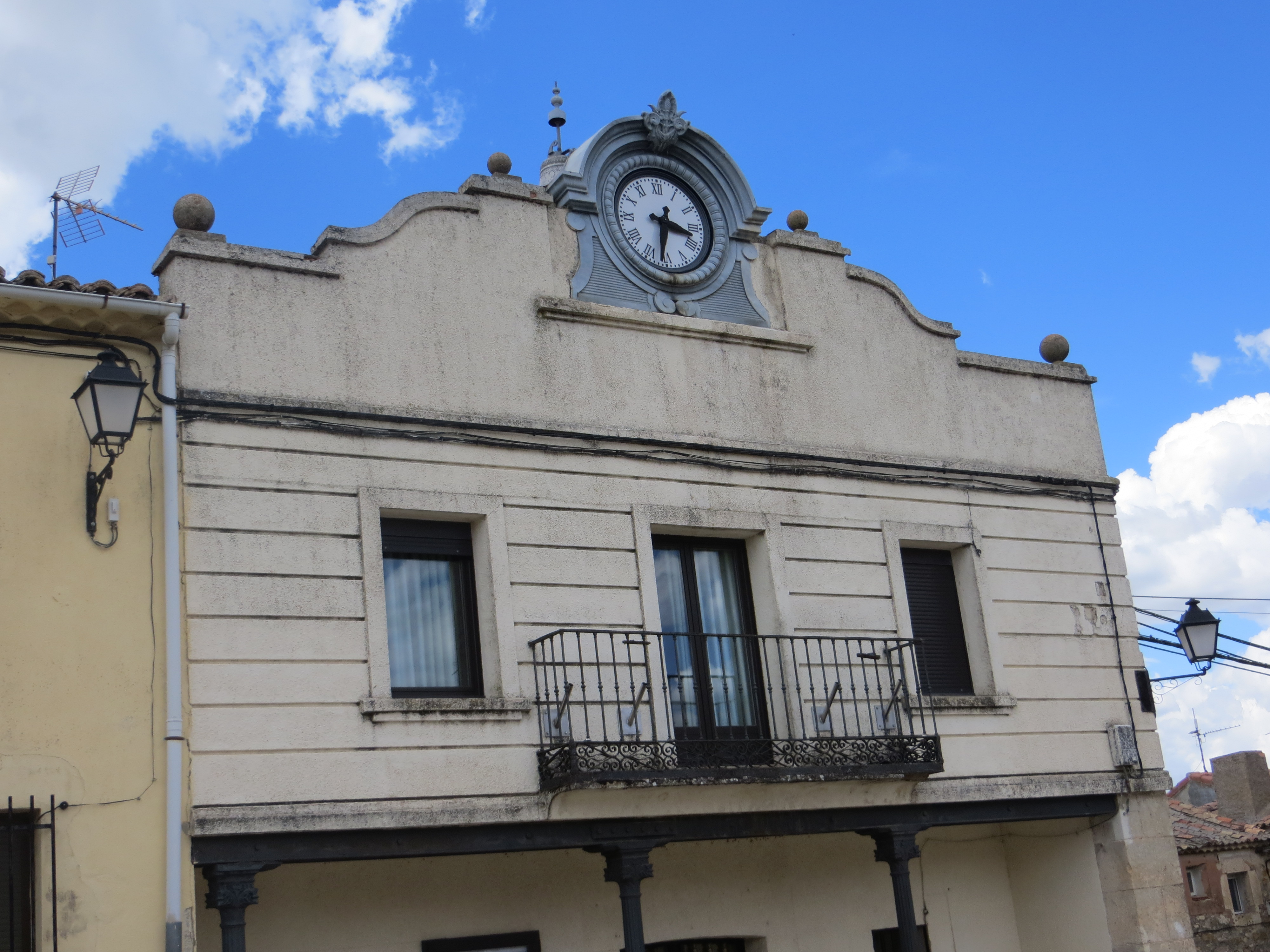
Casa consistorial.

La villa de Baraona tiene farmacia, y no se abre la escuela desde 2004 por falta de población infantil, como ocurre en el 95% de las localidades sorianas; siendo transportados los pocos niños en edad escolar a la villa de Almazán.

## Economía
Su economía se basa en la agricultura de secano y la ganadería ovina. El sector de la construcción está en auge estos últimos años, con carencia de empresas y mano de obra local, que es sustituida por inmigrantes y desplazados diariamente desde otros lugares.

## Símbolos

### Escudo
De gules, señora de plata a caballo empuñando una espada, acompañada en el cantón superior derecho de un castillo de oro, mazonado de sable y aclarado de azur, al timbre Corona Real cerrada.

### Bandera
Bandera rectangular de proporciones 2:3, formada por un paño rojo, con un triángulo blanco que tiene sus vértices en los extremos inferior del batiente y en los puntos medios del asta y de la parte superior, con un castillo rojo en el cantón superior del asta.

## Monumentos y lugares de interés
- Iglesia de San Miguel; edificio barroco construido sobre una elevación del terreno llamado del castillo, por lo que se deduce que en las inmediaciones o en su misma ubicación existió una atalaya comunicada con otras situadas alrededor. Contiene importantes elementos decorativos en su interior, como el órgano o el retablo mayor, obra de Diego Madrigal (1702) y sigue el modelo de seis columnas en el cuerpo principal y cuatro en el ático. Los colaterales, de estilo neoclásico, son obra de Felipe Yáñez (1791). En la torre, edificada a finales del siglo XVII, hubo un reloj, del que sólo se conserva la esfera luciendo en la actualidad en su cima una veleta representando a la Varona María Pérez.
- Las Escuelas; destacable edificio regionalista, inaugurado en septiembre de 1934, que fue dotado de los mejores equipamientos para su uso. La instalación de aparatos sanitarios y baños no pudo durante décadas ser utilizada hasta que hubo agua corriente en la localidad. En la actualidad la mitad del edificio se ha dedicado a residencia de personas mayores, y la otra mitad está cerrada.
- Casa consistorial; interesante edificio reformado en el siglo XIX constituido por dos plantas y amplio soportal sostenido por artísticas columnas de fundición acordes con la arquitectura de hierro decimonónica. Sobre el balcón de la primera planta destaca el reloj, construido por el relojero de Sigüenza, Federico Pastora en 1933, con esfera enmarcada por motivos neoclásicos. En el tejado, sujeta en un sencillo armazón, está localizada la campana de las horas. Este reloj fue restaurado después de varios años de deterioro, retirado el nombre del relojero y sustituida la maquinaria de péndulos por mecanismo electrónico.
- Atalayas de la Nava de la Torre, El Torrejón, y la Torrecilla; forman parte de la red de atalayas de vigilancia del Escalote y sur de la provincia. Aunque existen más restos, estas tres son las que mejor aspecto ofrecen. Desde lo alto del cerro llamado del "Castillo", junto a la torre, se divisan en días claros puntos elevados de Guadalajara, Segovia, Burgos y las montañas limítrofes con Madrid, Zaragoza y La Rioja.
- Piedra de las Brujas; existen lugares señalizados relacionados con leyendas de antiguas brujas, el mismo pueblo acepta la denominación de "Barahona de las Brujas", como la misteriosa piedra con un agujero circular en medio y en cuya parte superior hay una cruz grabada, conocida como Piedra o Confesionario de las Brujas.
- Las Tainas; apenas quedan restos de las más típicas construcciones de esta comarca que son las "tainas", o recintos para guardar el ganado lanar mientras el pastor acudía a su descanso, y alimentarlo cuando el pasto libre no era suficiente. Construidos con pared gruesa de piedra, de forma rectangular o en esquina, con estructura de madera que sostiene paja de centeno para la cubierta. El acceso a la taina se hace a través de un corral.
- Pozos Arones; situados al norte de la localidad, cerca de la laguna del Ojo, hundimientos del terreno que permiten al agua sobrante de la lluvia introducirse en capas subterráneas, pues no hay salida natural por arroyo o río desde este campo.